# خان عباسي قصر شيرين
ينتمي خان عباسي قصر شيرين (بالفارسية: کاروانسرای ‌عباسی قصر شیرین) إلى الفترة الصفوية-البهلوية ويقع في قصر شيرين (قضاء)، شارع الشهداء، وقد تم تسجيل هذا المعلم في 29 أغسطس 2002، برقم تسجيل 5894 كأحد المعالم الوطنية في إيران.

## متحف الأنثروبولوجيا قصر شيرين
تم تخصيص جزء من خان عباسي قصر شيرين لمتحف الأنثروبولوجيا منذ عام 2008. يعرض المتحف أدوات الحياة الزراعية والبدوية، والملابس الكردية في جنوب كردستان، ومعدات المعيشة البدوية.